# Santo & Johnny

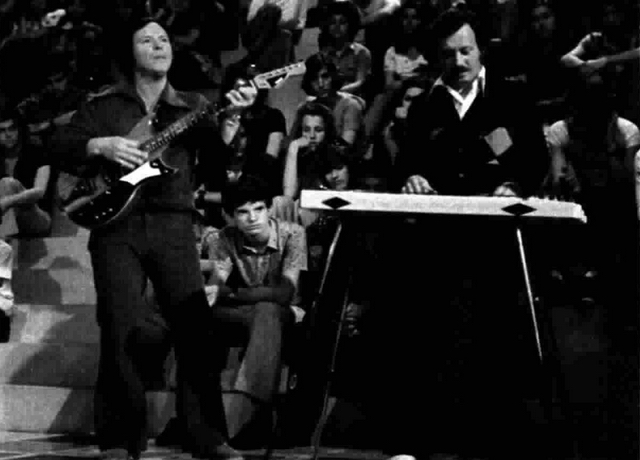
Santo & Johnny, convidados do programa italiano Tutto è pop, Turim, 1972

Santo & Johnny foi uma dupla ítalo-americana de rock and roll do Brooklyn, formada pelos irmãos Santo & Johnny Farina, ficou conhecida pelo seu instrumental Sleep Walk, que foi um grande sucesso, chegando ao 1º lugar da Billboard nas paradas do pop americano.
Santo nasceu em 24 de outubro de 1937 e Johnny em 30 de abril de 1941, ambos no Brooklyn. Após ouvir no rádio o som do violão de aço na época em que servia ao exército em Oklahoma, seu pai escreveu uma carta à sua mãe dizendo que gostaria que os meninos aprendessem a tocar o instrumento. Como um grande incentivador, seu pai os pôs em um curso de música para que pudessem se aperfeiçoar.
Na adolescência, Santo foi a uma loja de música local para modificar seu violão, permitindo-lhe toca-lo como como um violão de aço.
Não demorou muito, Santo estava realizando shows amadores com um novo Gibson de aço e começou a receber lições de um professor que havia estudado no Havaí. Aos 14 anos Santo já compunha e formou um trio instrumental com um guitarrista e um baterista . Este trio se apresentava em bailes e festas locais, tocando composições originais e algumas tradicionais havaianas. Com o dinheiro das performances, comprou outro violão de aço, um com três pescoços, cada um com oito cordas. Isso lhe permitiu mais experimentações.
Quando Johnny chegou aos 12 anos começou a tocar acompanhamento simples para as composições de Santo. Logo formaram uma dupla que se tornou bastante popular na escola e em seguida se apresentando em eventos nos bairros de Nova York. Gravaram uma demo de que circulou pelas gravadores de Nova York.
Em 1958, Mike Dee & The Tones Mello gravou um instrumental que eles chamaram de "Deep Sleep". Livremente inspirado na canção "Softly, As In The Morning Sunrise" (Sigmund Romberg , 1929), teve a mesma progressão de acordes, mas uma linha mais simples melodia.
"Deep Sleep" se tornou "Sleep Walk" e em setembro de 1959 ele chegou ao topo das paradas americanas.
Os irmãos finalmente chamaram a atenção de uma gravadora e assinaram contrato. Seu primeiro lançamento, "Sleep Walk", foi composta pelos dois irmãos. Foi gravado no Trinity Records em Manhattan . "Sleep Walk" entrou para o Top 40 da Billboard em 17 de agosto de 1959. Ficou em 1º lugar por duas semanas em setembro (21 e 28) e permaneceu na lista 'Top 40' até 09 de novembro. Foi o última instrumental para atingir #1 nos anos 1950 e deu a Santo & Johnny um disco de ouro. 
A canção "Tear Drop" também foi um sucesso, embora seu LP Santo & Johnny fosse menos bem sucedido nos USA.
Depois de excursionar pela Europa, México e Austrália, Santo & Johnny assinaram com uma gravadora italiana e tiveram vários sucessos na Europa, incluindo "Sleep Walk", "Love Story", "Maria Elena", "Ebb Tide", "Love is Blue", "Enchanted Sea", entre outras. 
Em 1964, eles lançaram um álbum Cover dos Beatles, "And I Love Her"hit #1 no México e tocada por lá durante 21 semanas. Em 1973, Santo & Johnny gravaram o tema para o filme O Poderoso Chefão , que foi para o #1 na Itália e ficou naquele lugar, também, por 21 semanas. Eles receberam um disco de ouro na Itália e foram introduzidos no Music Hall of Fame italiano.
A dupla terminou em 1976, uma das últimas músicas lançadas foi "Flamingo" no mesmo ano.   Santo Farina se aposentou nos início dos anos 70.
Johnny atualmente continua se apresentando.